# 礼服 (宮中)

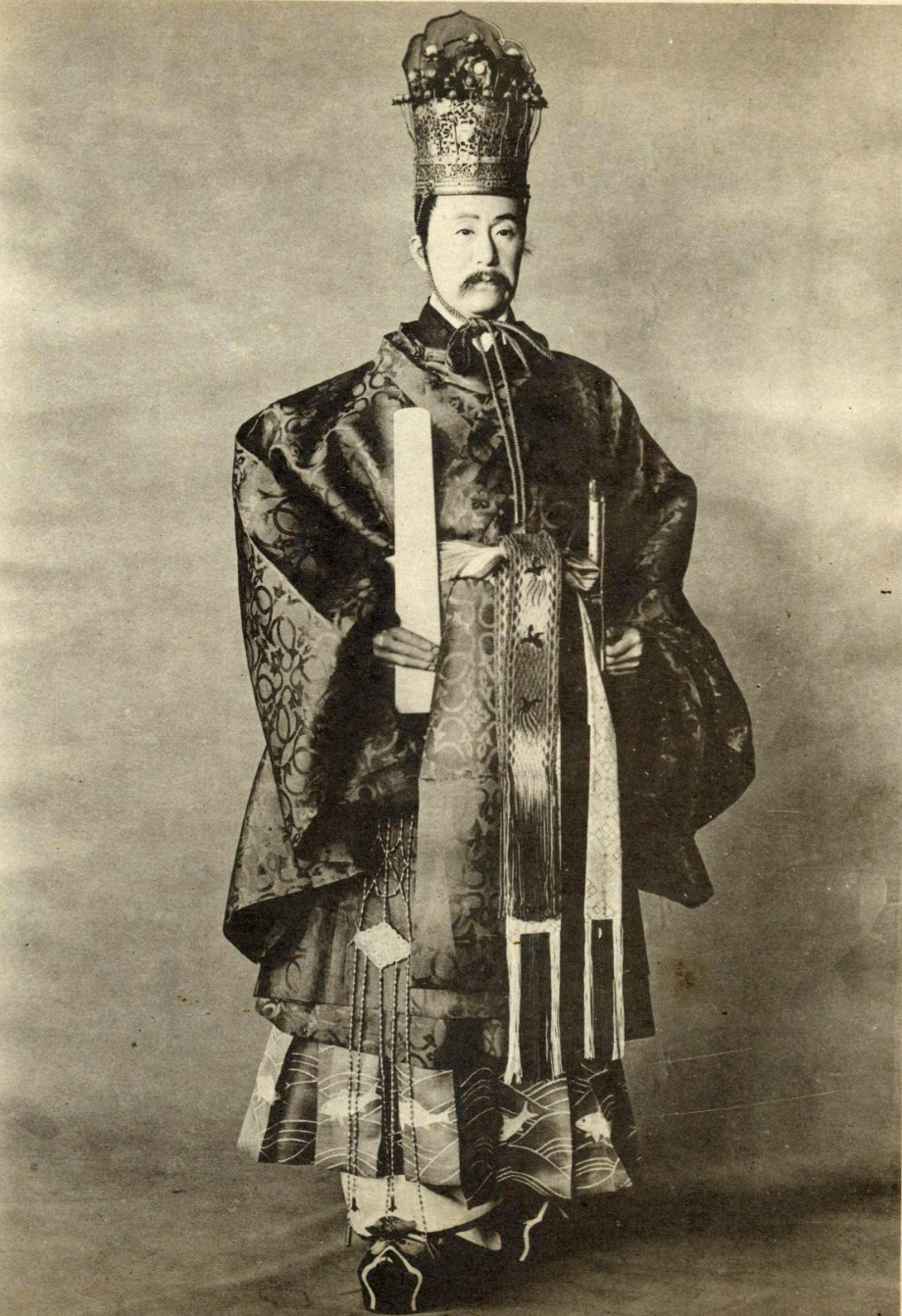
文官の礼服。寛永20年（1643年）新調の輪無唐草文の綾の礼服と見られる。

礼服（らいふく、旧字体：禮服󠄁）は、日本の五位以上の貴族が朝賀や即位礼において着用した正装である。
唐の官人の正装である朝服（ちょうふく）を参考に、日本の朝廷に導入された。律令制度においては、五位以上の官人の服には礼服と朝服とがあり、六位以下には朝服のみがあった。

## 歴史
天皇の礼服については、「袞衣」を参照のこと。

### 飛鳥時代

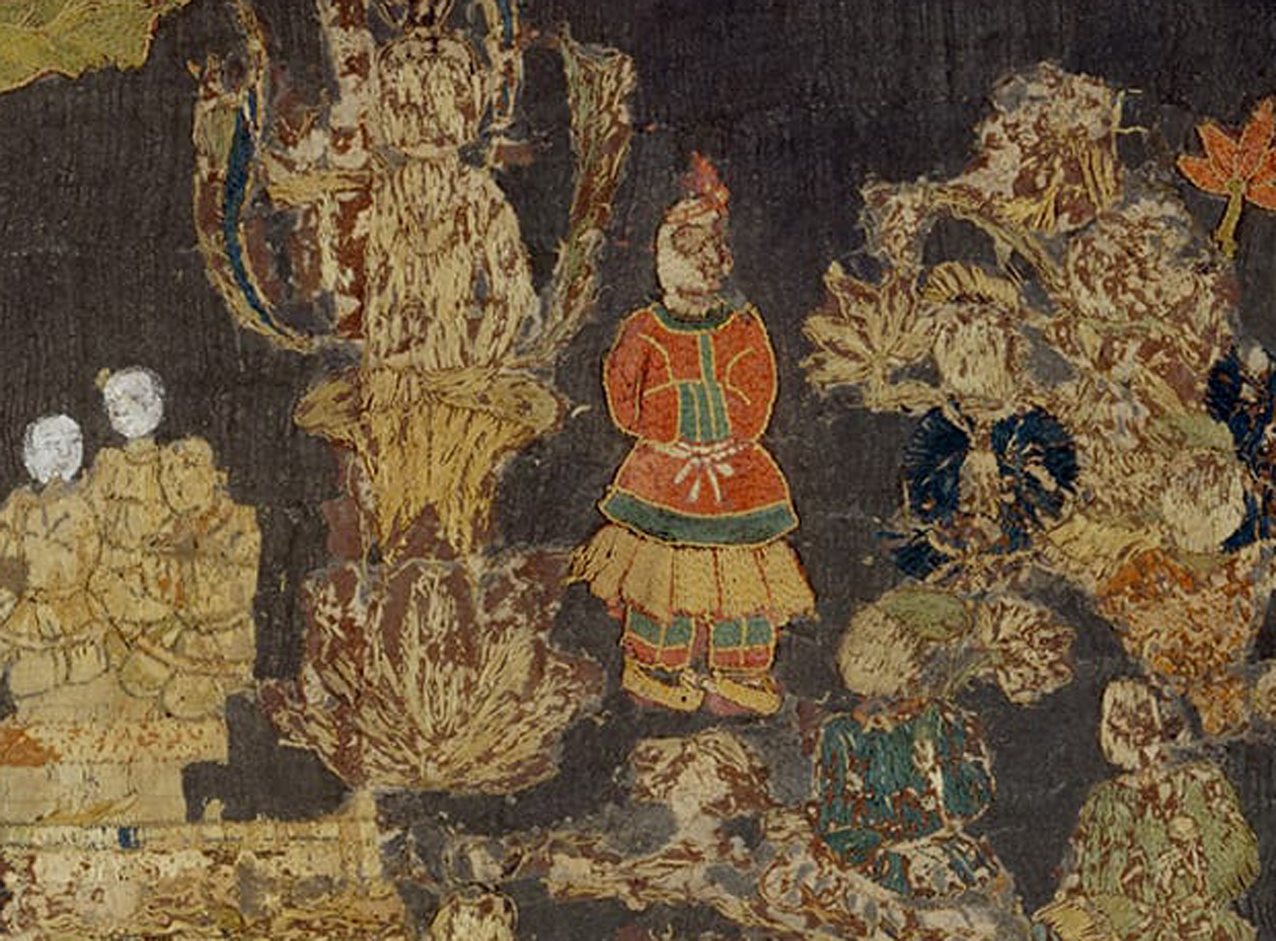
『天寿国繡帳』の男性

『隋書』倭国伝に「隋に至りて、其の王、始めて冠を制す。錦綵を以て之を為し、金銀を以て花を鏤め、飾とす」とある。これは推古天皇の冠位十二階制定に関する言及であり、色とりどりの錦で冠（帽子）を作り、さらに金銀の花飾りを施したという。また、『日本書紀』推古11年（603年）12月条によると、元日にのみ髻華を着けたと記されている。髻華は「于孺（うず）」と記されており、これは古代からの花飾り「ウズ」のことである。髻華はもともと生花を頭に挿すものであったが、推古朝までには金銀製のものも作られるようになった。
田安宗武は『服飾管見』礼服始において、日本の礼服と朝服の区別は、冠位十二階におけるこの元日と平日の髻華の装着の有無が起源であると述べている。したがって、重要な儀式における宮廷服と日常の服装の区別は、推古朝に確立されたと考えられる。
また、『隋書』には、男子の服装について「男子は裙襦（くんじゅ、スカートと上衣）を衣（き）て、袖は微小（ちい）さく、履物は屨（くつ）の形で、漆で塗られており、脚に繋いでいた」とある。襦は肌着のことだがここでは粗末な上衣を、また裙は褶（ひらみ）を指すと考えられる。褶は『天寿国繍帳』の男性が袴の上から穿いている襞（ひだ）のある、丈の短い巻スカートがそれである。
制度として明確に礼服が制定されたのは『大宝律令』（701年）からである。『続日本紀』大宝2年（702年）正月己巳朔に「天皇大極殿に御して朝を受く。親王及大納言已上始めて礼服を著す。諸王以下朝服を着す」と記されている。のちの『養老律令』と比較すると、礼服の着用が親王及び大納言に限定されていた。
『大宝律令』衣服令が現存していないので当時の礼服の詳細は不明であるが、『旧唐書』倭国日本伝に記載のある、武周の武則天に謁見した遣唐使・粟田真人の服装がそれに該当すると考えられている。それによると、粟田は「進徳冠を着用し、その頂には花があり、四方に散るようになっていた。身には紫袍をまとい、帛の帯を腰に締めていた」とある。
つまり、粟田真人は中国の進徳冠に似た冠をかぶっていたが、その頂には進徳冠にはない花飾りが施され、四方に広がっていた。帛（絹）の帯に言及しているのは唐のような革帯を用いていなかったことが特徴的であったためと考えられる。花飾りのついた冠は『養老律令』の「礼服冠」（礼冠）と同様のものだったと考えられているが、紫の袍の解釈については議論がある。

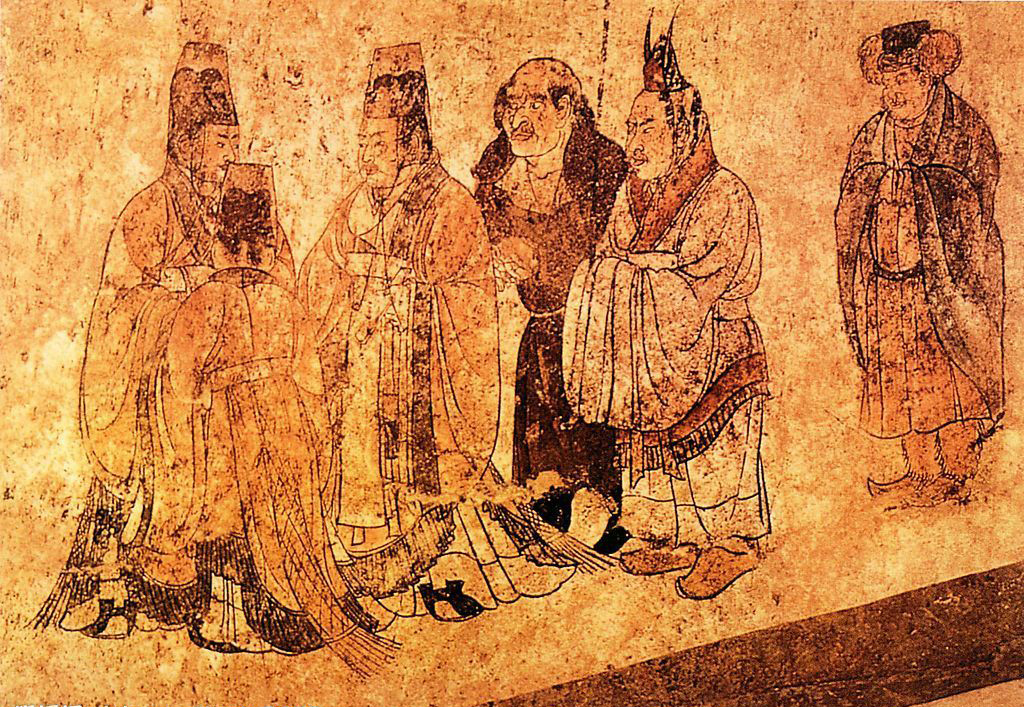
章懐太子墓の『客使図』に描かれた唐の朝服（左側の三人）。右から2番目は高句麗もしくは新羅の使者。

『旧唐書』に記されている袍が、近世の礼服の大袖のようなV字型の垂領（たりくび）であったのか、それとも丸首型の盤領（あげくび）であったのかは議論の余地がある。『旧唐書』輿服志では、朝服の絳紗袍は垂領、常服の袍は冬用の盤領を指すと考えられ、両方の意味で使われているので、どちらの意味にも受け取れる。ただし粟田真人は派遣当時は大納言ではなかったので、礼服冠に朝服を着ていた可能性はある。また、大宝令の時点では、上衣は高松塚古墳壁画の男子群像に見られるような、筒袖・左袵・垂領で礼服と朝服との間に区別はなかったのではないかと推測する説がある。
唐の章懷太子墓（李賢の墓）の壁画『客使図』（礼賓図）に描かれた朝服を見ると、全体のシルエットや構成が日本の礼服と異なる。『新唐書』によると、唐の朝服（具服ともいう）は、上半身は白紗中単（はくしゃちゅうたん）の中衣に、曲領方心（きょくりょうほうしん）というゆったりとした丸い襟飾りを付け、その上に絳紗単衣（こうしゃたんい）と呼ばれる赤色の外衣を着る。領（えり）や袖口は黒色である。下半身は白い裙（くん、巻きスカート）の上から、黒色の襈（せん、フリル）のついた赤色の裳を着装する。さらにその上から、絳紗蔽膝（こうしゃへいしつ、赤い前掛け）を付ける。綬（じゅ）は日本のそれと違って、背面に付ける一種の後掛けである。総じて上衣の丈は長く、下半身は袴を用いず、スカート状の裙もしくは裳を着装し、この傾向は明代まで続いた。

### 奈良時代

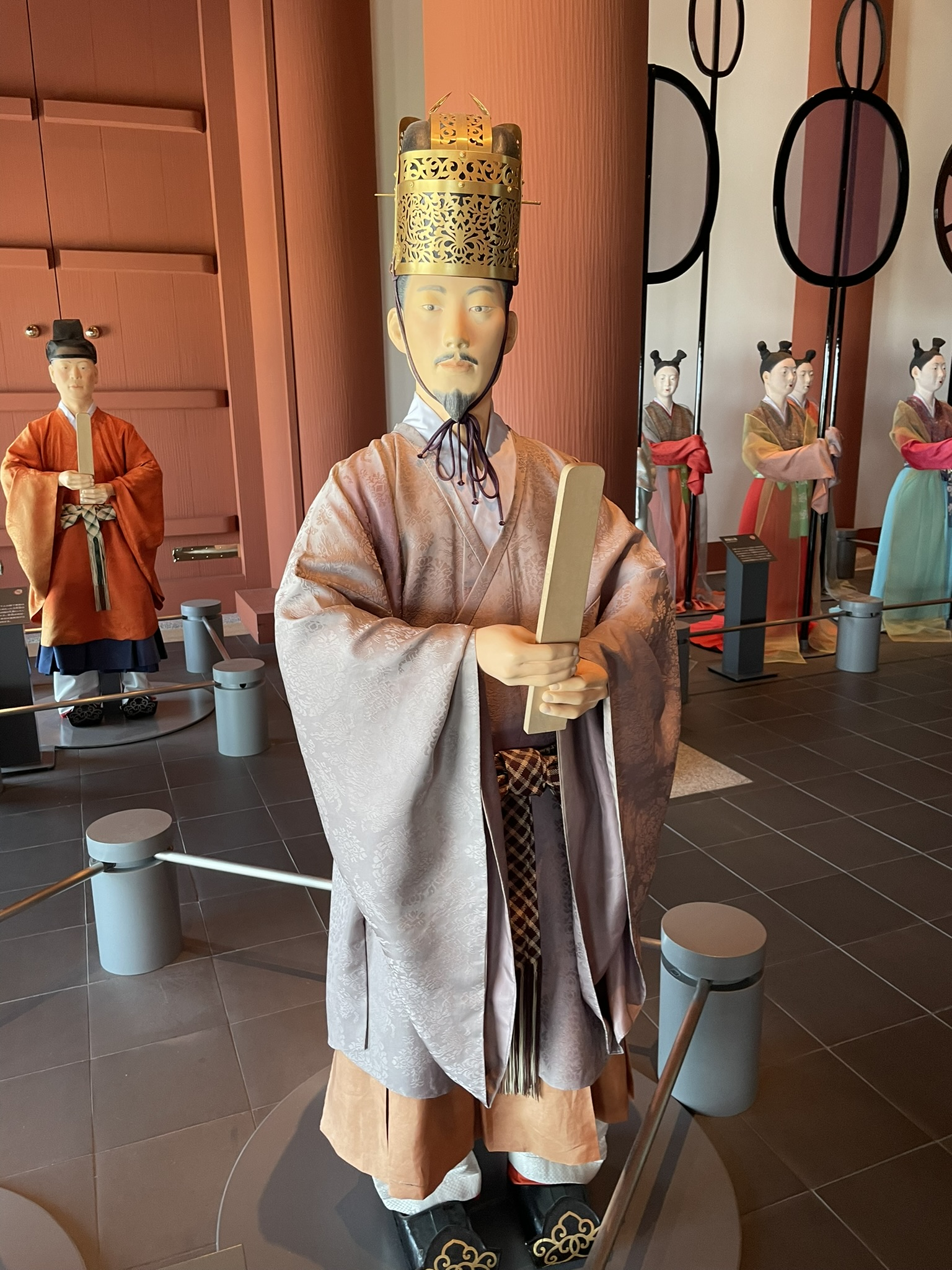
奈良時代の文官礼服（復元）、大阪歴史博物館

霊亀元年（715年）正月甲申朔に、皇太子がはじめて礼服を着用した。
奈良時代の礼服の詳細は、『養老律令』（720年頃成立、757年施行）の衣服令で定められたが、『養老律令』自体は失われており、現在はその注釈書である『令義解』および『令集解』から知ることができる。
唐には冕服・朝服・公服・弁服・平巾幘（へいきんさく）、袴褶（こしゅう）・常服などの複雑な服飾制度があったが、養老令のそれは礼服・朝服・制服とシンプルなものであった。さらに男女、文武の区別が加わる。両者を比較すると、日本の天皇礼服は冕服、臣下の礼服は朝服・公服・弁服に似るが、いずれも構成や仕様が大きく異なる。日本の朝服は唐の常服とほぼ同じである。
日本の礼服の構成は奈良時代以降江戸時代末期まであまり変わることはなかった。文官礼服を例に取ると、その構成は礼服冠、衣、牙笏、白袴、條帯、紗褶、錦襪、烏皮舄（くりかわくつ）、綬、玉佩である。
衣は後世の大袖に相当し、その形式は垂領・広袖である。色は皇太子は黄丹、親王・王は深紫、諸臣は一位が深紫、三位以上が薄紫、四位が深緋、五位が浅緋であった。色の序列は貞観4年（630年）制定の唐の常服の色序列に似る。朝服の色序列も礼服と同様である。唐の常服をまねた日本の朝服の色序列がそれに似るのは理解できるが、唐の朝服にはこうした色序列はなく、なにゆえ日本の礼服にまで採用したのかは不明である。なお、皇太子の黄丹は唐にはない日本独自の色である（唐の皇太子は紫）。近世の大袖は袷仕立てである。
大袖と同様のものが正倉院に「袈裟付木蘭染羅衣（けさつきもくらんぞめらのころも）」の名称で1点伝わる。右肩の後ろ身頃に四角形の共裂が縫いつけられているので明治時代に袈裟の名称が付けられたが、本来の用途はわかっていない。近世の文官礼服の大袖のように襴（らん、上衣の裾につく横ぎれ）は付かず、天皇礼服の大袖と同様の形式である。黄褐色に染められた高価な羅で作られており、鑑真和上坐像の衣に似ているという指摘のほか、これを皇太子礼服と見る説もある。
大袖の下に着る、後世の筒袖・盤領の小袖に相当する衣は養老令には記載がない。もとは小袖ではなく襖子（おうし）と呼ばれていたという。正倉院には襖子という名称のつく筒袖・盤領の衣が数点伝来する。近世の文官礼服の小袖は大袖より身丈が15センチ、袖丈が24センチほど長い袷仕立てである。色は大袖と同色である。
白袴は、後世における表袴（うえのはかま）に相当する。奈良時代の袴には上着としての袴と下着としての「褌（はかま）」があったが、白袴は上着用の袴である。白袴は唐の服制にもあるが、平巾幘という乗馬服の際に穿くもので、朝服のような正装では穿かない。正倉院には白絁の襠（まち）つきの単仕立ての袴が伝来しており、礼服の袴と同形のものだったのではないかと考えられている。
褶（ひらみ）は白袴の上から着装する丈の短い、襞（ひだ）のある巻きスカートのことである。唐の服制にも袴褶（こしゅう）で着る褶（しゅう）はあるが、意味は上半身に着る短衣のことであり異なる。日本の褶の起源や字義については議論がある（後述）。奈良時代の褶は紗（薄絹）で作られ、色は皇太子は深紫、親王・王は深緑、諸臣は深縹（濃い青）の区別があった。
唐の冕服や朝服といった正装は「衣・裳」の組み合わせで構成されており（日本語の衣裳という言葉はこれに由来する）、一方で日本の袞衣や礼服は「衣・袴・褶」という構成になっている。特に下半身の装いが大きく異なり、日本の褶は唐の裳や裙に相当するものの、唐の朝服では上着としての袴の上にそれらを重ねて着用することはなかった。
また、日本では礼服だけでなく、のちの束帯においても袴が正装の一部とされているが、中国では文官の正装において袴を着用する習慣は一般的ではなかった。このように、日本の礼服は上半身に唐の服制を取り入れながらも、下半身は推古朝以来の伝統を踏襲しており、さらに綬の役割が異なることや革帯が採用されていないことなどから、単なる唐の朝服の模倣ではないことがわかる。
『続日本紀』天平13年（741年）10月条に、礼服冠について「元来（もとより）官（つかさ）作りてこれを賜う。今より以後、私に作りて備えしむ」とあり、官給だった礼服冠が自弁となった。礼服の衣裳についての言及はないが、この頃より同様に官給から自弁となった可能性がある。
宝亀5年（774年）1月、二位の身分の者は薄紫から中紫の色の衣を着ることになった（『続日本紀』）。

### 平安・鎌倉時代

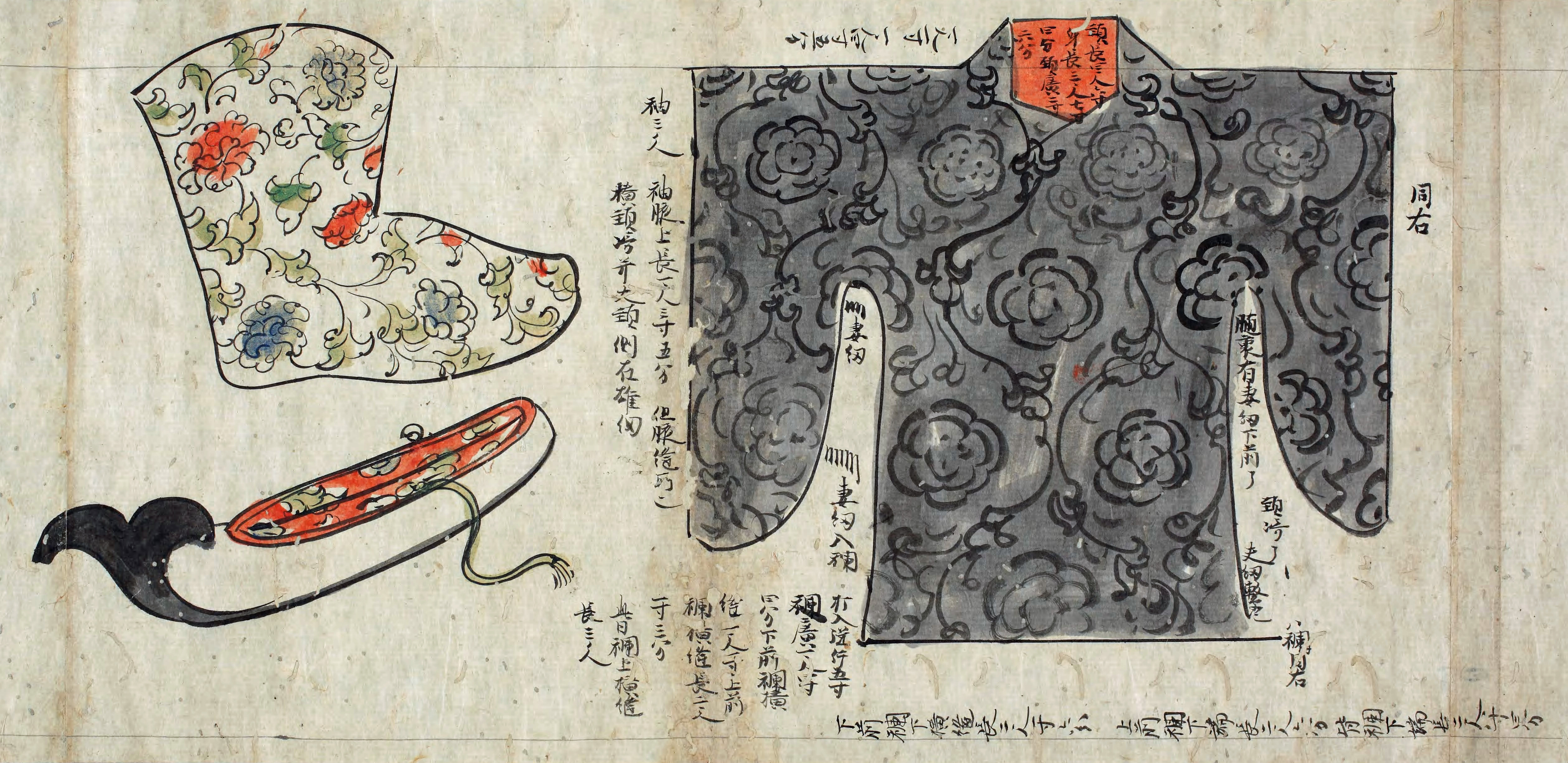
平安時代後期の礼服の大袖、錦襪、舄。『即位装束絵図』より。

礼冠や礼服は、材料の調達や製作に非常に手間がかかるものであった。そのため、淳和朝以降、朝賀での使用が次第に抑制されるようになった。弘仁14年（823年）12月4日、淳和天皇は「国家は疲弊し、礼服を自弁することが難しくなったため、朝賀の儀式も多くが取りやめとなった。凶年の間は、礼服の着用を停止しようと思う」と述べ、公卿たちに礼服の着用停止について諮った（『類聚国史』）。
これに対し、公卿たちは礼服の着用を停止することに同意したものの、皇太子、参議、非参議の三位以上の者、および重要な職掌を担う者については、従来通り礼服を着用するよう奏上した。「職掌に預かる人」とは、朝賀において擬侍従や典儀などの重要な役目を果たす者を指すと考えられる。
その後、朝賀の儀式は一条朝の正暦4年（993年）を最後に断絶し、礼服は即位の礼にのみ用いられる、一世一代の特殊な装束となった。こうして、礼服が毎年着用されるものではなくなると、貴族たちは新調することをやめ、古物を使うようになった。礼服は貴族の家の蔵だけでなく、皇室や貴族ゆかりの「諸寺宝蔵」にも所蔵されていた。即位の礼で礼冠や礼服を着用することになった人々は、これらの寺に使いを派遣し、適切な礼服を探し求めた。

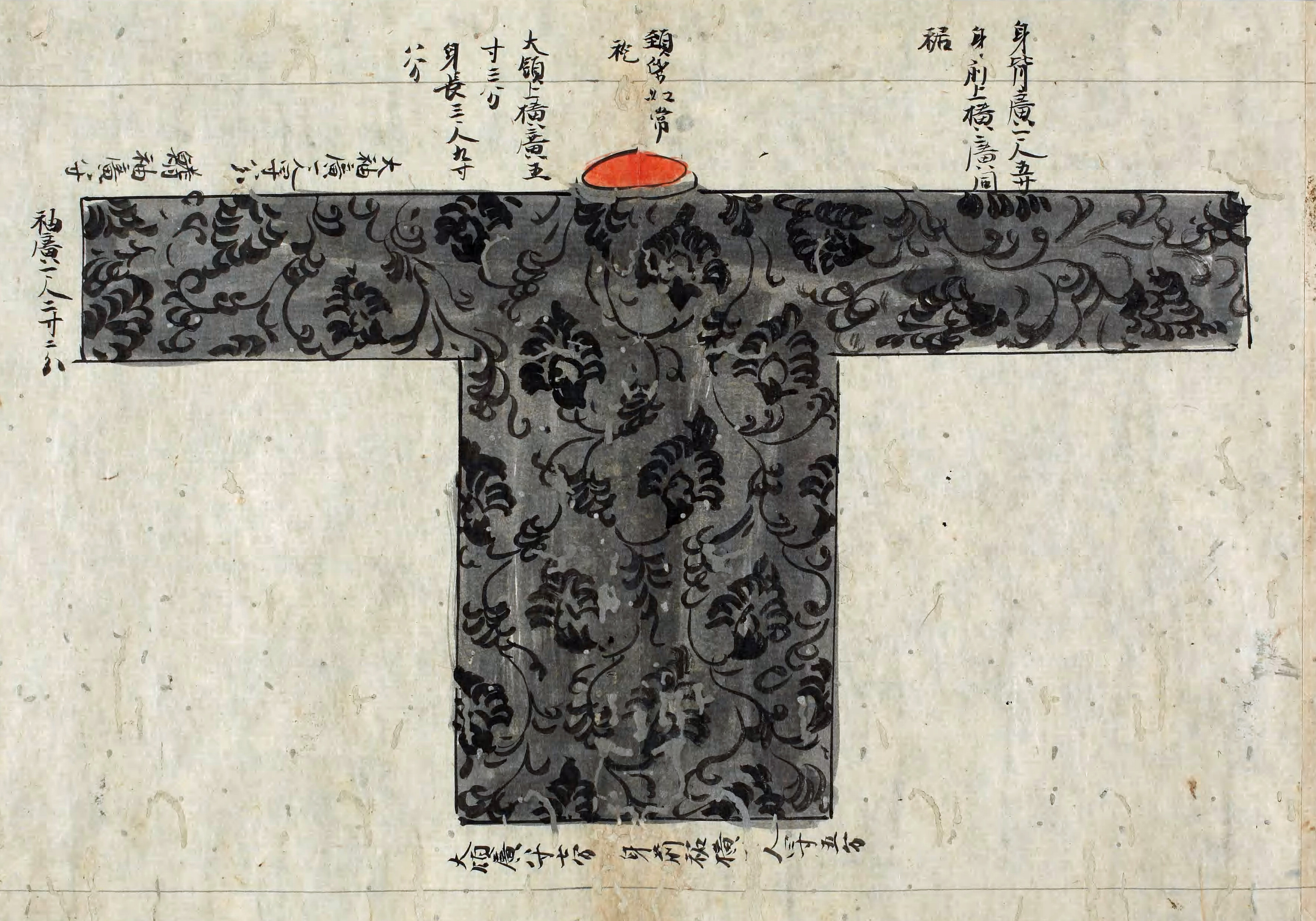
平安時代後期の礼服の小袖。『即位装束絵図』より。

古い礼服が使用されるようになると、次第に位階に応じた色の礼服を着用する規則が守られなくなっていった。本来、大袖や小袖の色には位階に応じた差があるべきであったが、次第にそれが問題視されなくなった（『山槐記』）。また、養老令には規定されていない色を用いた礼服も増えていった。基本的には、三位以上の位色である紫が多く用いられたが、束帯の紫袍が黒に変化した影響で黒橡（くろつるばみ）も紫と並行して使われるようになった。さらに、平安初期には位階に関係なく使用された麹塵も礼服の色として用いられた。また、紫のバリエーションとして紺、麹塵のバリエーションとして黄が使われた例もあり、このほか黒黄櫨も使用された。
平安時代後期から鎌倉時代にかけて、天皇の所用品は内蔵寮が管理・調達し、男性貴族の礼服はそれぞれが自ら用意するのが一般的であった。一方、女性貴族の礼服は官から賜る例が多かった。天皇の礼服については、平安中期の後朱雀朝頃から、即位に先立ち御前でおこなわれる「礼服御覧」によって検分されるようになった（幼帝の場合は摂政が代行）。そのため、天皇の礼服の様式は忠実に守られた。しかし、男性貴族の礼服は古物を借りて使用したり、新たに調達する際に適当なものを選んだりしたため、次第に様式の混乱が進行した。
いわゆる『文安御即位調度図』の祖本から分かれた写本の一つである、小槻兼治『即位装束絵図』（応安3年）には、位階に応じた礼冠のほか、文官礼服の大袖、小袖、裳（褶）、牙笏、錦襪、舄、綬が描かれている。
近年の研究では、『即位装束絵図』の祖本は、永治元年（1141年）の近衛天皇の即位の様子を描いたものであると考えられており、この絵図から平安時代後期の礼冠や礼服の様子を知ることができる。同絵図によると、礼服の大袖は垂領・広袖、小袖は盤領・筒袖の形で描かれており、近世の礼服と同様の形式であったことがわかる。
また、中山忠親の『山槐記』永万元年（1165年）7月27日条には、六条天皇の即位礼における礼服の着装法が、各部位の名称とともに記されている。この記録では、養老令から名称が変更されたものや、養老令には記載のない部位が登場しており、平安時代後期の礼服の詳細を知る手がかりとなっている。
| 部位       | 頭部   | 頭部   | 頭部 | 胴部 | 胴部 | 胴部 | 胴部 | 脚部 | 脚部 | 脚部 | 足部 | 足部 | 足部   | 帯   | 帯   | 付属品 | 付属品 | 付属品 | 付属品 |
| ---------- | ------ | ------ | ---- | ---- | ---- | ---- | ---- | ---- | ---- | ---- | ---- | ---- | ------ | ---- | ---- | ------ | ------ | ------ | ------ |
| 養老律令   | 礼服冠 |        |      | 衣   |      |      |      | 白袴 |      | 紗褶 | 錦襪 |      | 烏皮舄 | 條帯 | 綬   |        | 牙笏   |        | 玉佩   |
| 『山槐記』 | 玉冠   | 燈心輪 | 烏帽 | 大袖 | 小袖 | 張単 | 小帷 | 表袴 | 大口 | 裳   | 錦襪 | 襪   | 烏皮舄 | 綬   | 短綬 | 剣     | 牙笏   | 扇     | 玉佩   |

同じく『山槐記』治承4年（1180年）4月22日条には、藤原頼実が安徳天皇の即位礼に際して着用した礼服の詳細が記されている。それによると、大袖と小袖は青黒色で、直径1尺（約30.3cm）ほどの窠文（かもん）が施されていた。裳には濃花田（こいはなだ）色の紗が用いられ、直径1寸余（約3.3cm）の白丸文が入っていたという。
窠文とは、花弁で囲まれた円形の文様のことであり、『即位装束絵図』に描かれた大袖の文様がこれに近いと考えられる。また、大袖や小袖の青黒色は、黒橡を指している可能性がある。さらに、裳（褶）の濃花田色は、濃縹（こいはなだ）を意味し、濃い青色であったと推測される。

### 室町時代以降

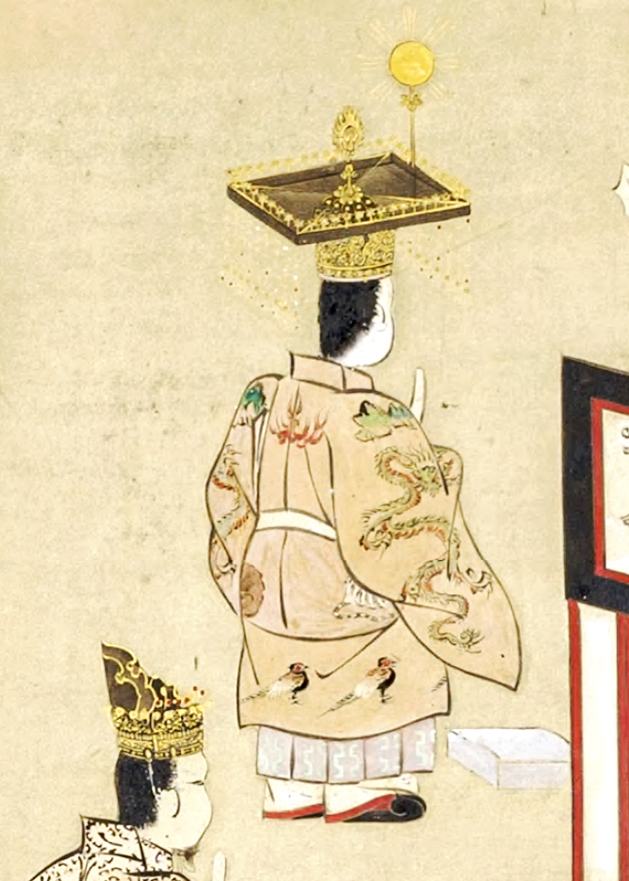
九章冕冠と礼服を着用した皇太子。『朝賀図』（1855年）より。

南北朝時代には、建武の新政前後の騒乱によって、多くの臣下の礼服が失われた。貞和5年（1349年）の崇光天皇の即位に際しては、外弁6人のうち4人が大袖と小袖を新調している。
応仁の乱後、後柏原天皇の即位は費用の工面に苦労し、践祚から22年後の永正18年（1521年）3月22日にようやく即位の礼が挙行された。この頃には貴族たちが礼服を自前で調達するのも困難となり、天皇家が用意した礼服を「公物」として借用する者も現れた。また、女性貴族の礼服はこの頃を境に断絶し、近世には五衣裳唐衣の、いわゆる十二単が使用されるようになった。
江戸時代には男性貴族のものも山科家の管理のもと御所の「官庫」に用意され、貸下げが一般化し（自前で新調してもよかった）、定型化した。寛永7年（1630年）9月12日の明正天皇の即位礼では、臣下の礼服は「古物」を修理して使用された（『本源自性院記』）。しかし、裳を13人分、綬を14人分、襪を13足、挂甲を2人分新調した（『大内日記』）。
寛永20年（1643年）の後光明天皇の即位礼では、臣下の礼服は14人分が新調された。このときの大袖・小袖はすべて紫であり、丁字唐草（ちょうじからくさ）、轡唐草（くつわからくさ）、輪無唐草（わなしからくさ）を織りだした綾であった（『装束轡抄』）。これ以降の即位礼では、天皇の礼服は代ごとに新調されたが、幕府は出費を抑えるため臣下の礼服は新調しないことが慣例となった。
享保20年（1735年）、桜町天皇の即位のとき、92年ぶりに臣下の礼服が新調された。このときの仕様決定は関白太政大臣近衛家久が中御門上皇と相談の上決定したという（『宗建卿記』享保20年6月27日条）。このときの仕様詳細は以下の通りである。
|      | A        | B        | C      | D        | E        | F        | G      | H        | I      | J        |
| ---- | -------- | -------- | ------ | -------- | -------- | -------- | ------ | -------- | ------ | -------- |
| 色   | 紫       | 紫       | 紫     | 麹塵     | 麹塵     | 麹塵     | 麹塵   | 浅紫     | 浅紫   | 蘇芳     |
| 文様 | 雲に孔雀 | 鴛鴦蛮絵 | 唐草菱 | 窠に唐鳥 | 窠に唐鳥 | 鴛鴦蛮絵 | 唐草菱 | 唐花唐草 | 唐草菱 | 唐花唐草 |
| 数   | 1領      | 2領      | 1領    | 1領      | 1領      | 1領      | 2領    | 2領      | 2領    | 1領      |
| 役職 | 内弁     | 外弁     | 外弁   | 親王代   | 親王代   | 外弁     | 外弁   | 擬侍従   | 少納言 | 典儀     |

中世の礼服の文様を記した資料は多くないが、『山槐記』、『実躬卿記』、『貞和御即位記』あたりが仕様策定の参考にされたと考えられている。江戸時代に官庫の礼服が大規模に新調されたのは、寛永20年と享保20年の2回だけであり、ほかは内弁の礼服はしばしば自弁で新調された。
しかし、明治維新に際し、唐風を嫌って束帯に変更した。京都御所の御文庫には後西天皇以後孝明天皇までの歴代の礼服が伝来する。（御由緒品の御物なのであまり公開されない）

## 褶の問題

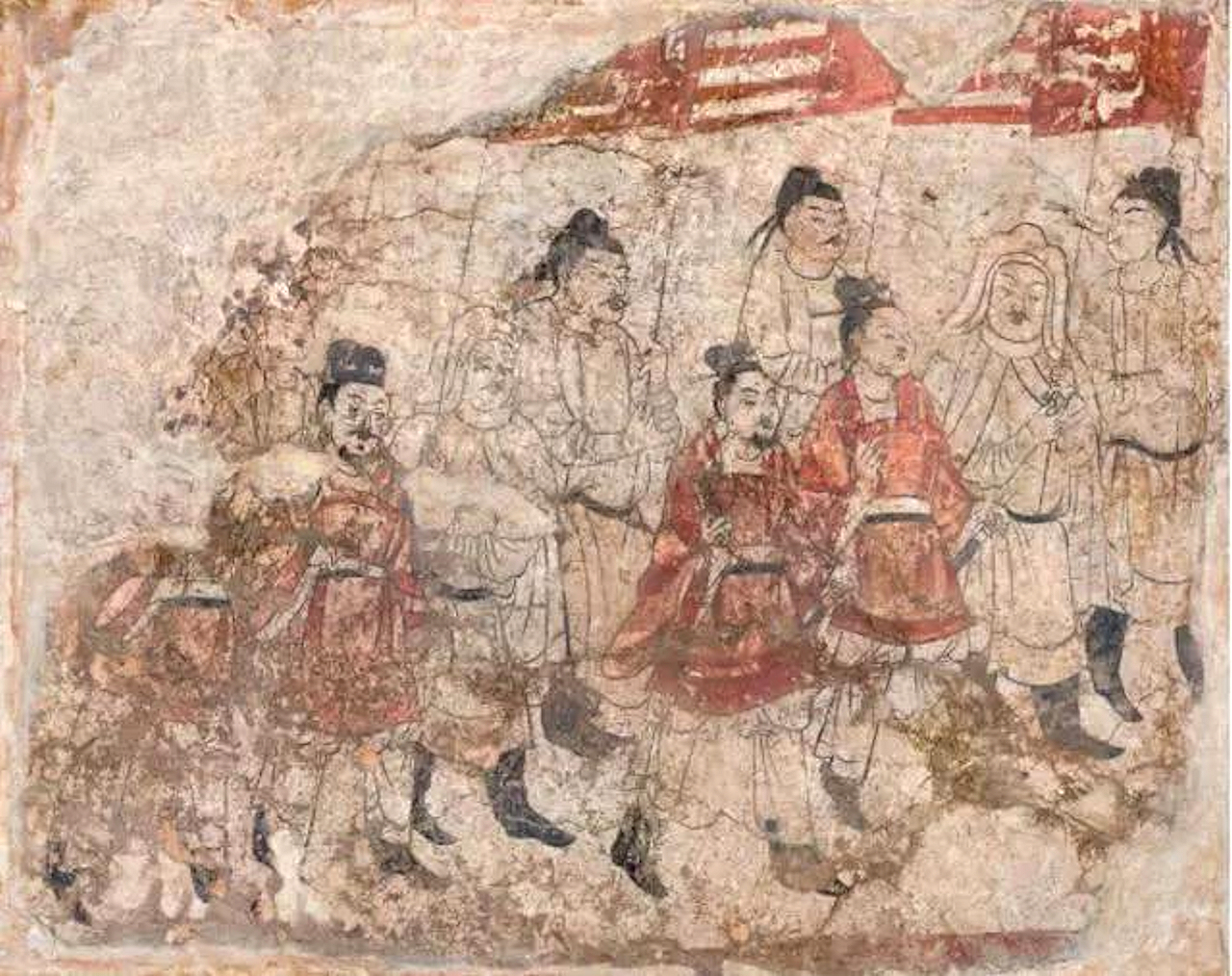
唐の李寿墓壁画に描かれた袴褶。中央の二人が着る赤の上衣が褶。

褶（ひらみ）は、日本では襞（ひだ）のある、丈の短い巻スカートのことであり、礼服では袴の上から着用する。『日本書紀』推古13年（605年）閏7月1日条に、「皇太子、諸王諸臣に命じて褶を着せしむ」とあるのが文献上の初出である。皇太子とは聖徳太子のことであり、日本ではこのときより公式に褶を着用するようになった。また、天武天皇4年（675年）11月4日条には、「高市皇子以下、小錦以上の大夫らに衣、袴、褶、腰帯、脚帯、机、杖を賜う」とあり、褶は衣（上衣）や袴とは区別され、それらとは異なる部位であったことがわかる。
天武11年（682年）3月28日の詔において、「親王以下、百寮諸人、今より已後（いご）、位冠及び襅（まえも）、褶、脛裳（はぎもも）著（き）ること莫（な）かれ」と、親王以下百官の褶着用が禁止された。おそらく服制を唐風に改革する上で、日本独特の褶はそぐわないと判断されたと考えれている。
しかし、褶は大宝律令から再び礼服にかぎり復活した。『令義解』に、「褶とは袴の上に加えるものであり、それゆえ一般的には袴褶と称される」とある。しかし、唐の袴褶の褶（しゅう）は、丈の短い上衣のことであり、スカートの意味ではない。
『急就篇』の顔師古の注釈に、「褶とは、重ね着のうちで最も外側にある衣のことである。その形は袍のようで、丈が短く、袖が広い。一説には左衽（さじん）の袍ともいう」とある。
『令集解』には、「古記によると、褶は婦人の裳（も）のようなものであり、褶は枚帯（ひらおび）と訓じられた」とある。つまり、もとは枚帯（ひらおび）と呼ばれていたものが「ひらみ」に転訛し、さらに誤って「褶」の字を当てたために、日中で意味が異なるようになったと考えられる。
一方、『釈名』に、「褶とは、襲（かさ）ねること、上から覆うことを意味する言葉」とある。しかし、『和名類聚抄』に引く『釈名』の褶の説明には、「覆袴上之言也」と、原書にはない「袴」の一字が加えられている。源順が見た『釈名』に「袴」という文字が加えられていたのか、それとも『令義解』の説明に基づいて「袴」という文字を追加したのか不明であるが、もし前者なら、日本に伝わった『釈名』の写本では褶は袴の上に着用するものという意味で当初から伝わっていた可能性がある。
日本の褶の起源はよくわかってない。中国の袴褶は『三国志』呉書呂範伝に引用されている『江表伝』中に袴褶の語があるから、遅くとも後漢・三国時代にはあったことになる。もとは「虞旅之賤服」とされ、下級官吏、兵士、従者が着る服であった。

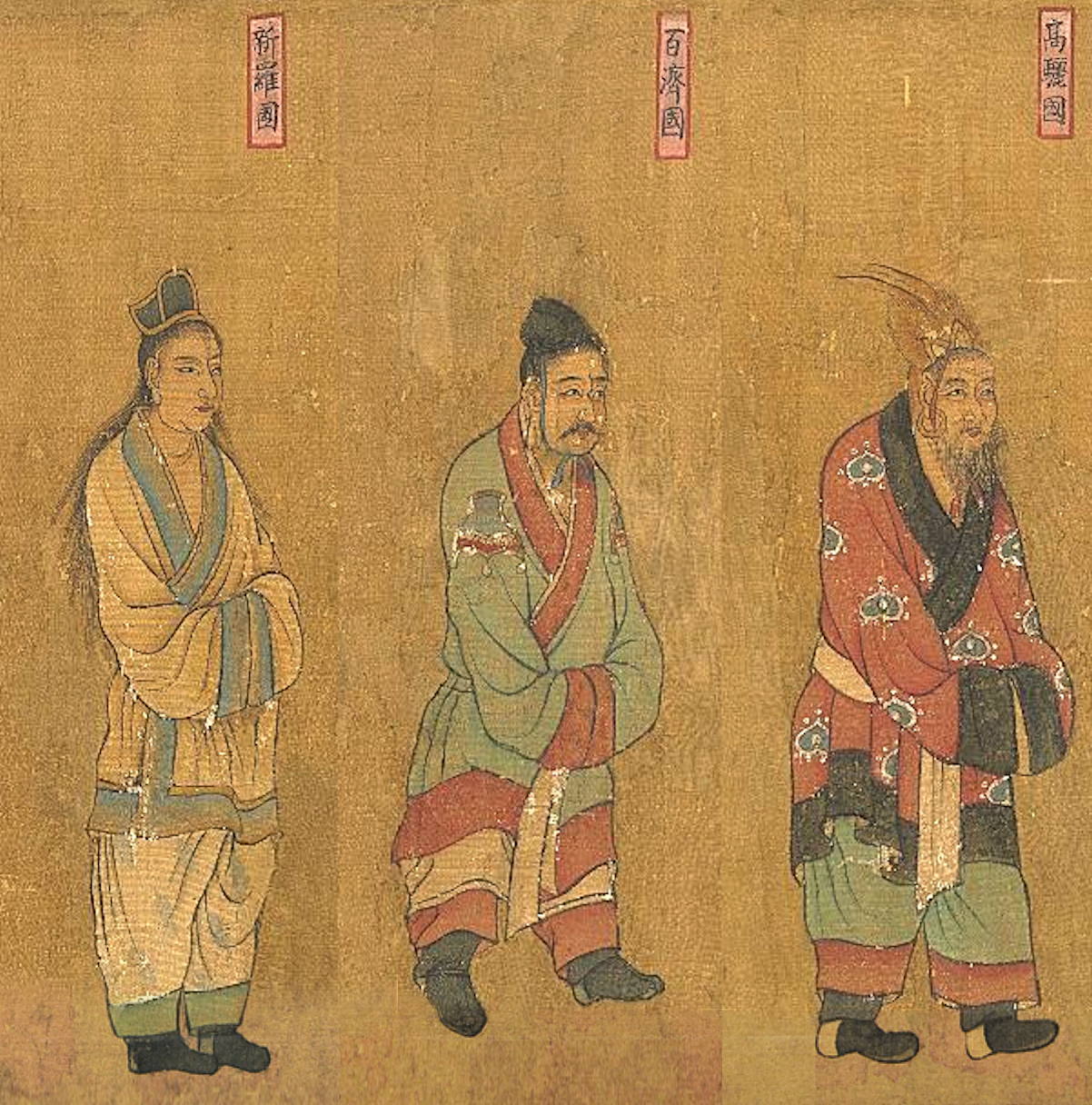
閻立本『王会図』における高麗（高句麗）、百済、新羅の使者

章懐太子墓の『客使図』の右から二人目の使者の上衣の裾付近に褶（ひらみ）のような装飾が描かれている。鳥羽冠をかぶっていることから、この人物を高句麗の使者と見る説がある。しかし、高句麗の滅亡年（668年）と墓の建造年（708年頃）とに開きがあることから、新羅の使者と見る説もある。また、日本の使者と見る説もあるが、粟田真人の花飾りのある冠の記述と矛盾することから、この説に否定的な見解もある。ほかにも渤海の使者と見る説もある。
一方、『客使図』は外国使節が朝貢にやってきたときのある一瞬を描いたものではなく、既存の外国使節の絵を手本とした描かれたはずだという指摘がある。その場合、墓の建造年と手本となった絵の作成年が離れていても問題にはならない。
手本となりうる絵としては、たとえば閻立本の『王会図』があり、その中に描かれた高麗（高句麗）の使者は『客使図』のそれとよく似ている。しかし、ほかの百済や新羅の使者も含め、褶のようなスカートは描かれていない。また、サマルカンドのアフラシアブ壁画には鳥羽冠をかぶった朝鮮人使節と見られる人物像が描かれているが、やはり褶は描かれていない。
日本では、推古19年（611年）、菟田野の薬猟の際に、冠位十二階の大徳と小徳は金、大仁と小仁は豹の尾、大礼以下の者は鳥の尾の髻華を付けていたという。それゆえ、初期の遣唐使が鳥の尾の髻華を付けた冠をかぶっていた可能性もある。しかし、『客使図』に描かれた部位は、そもそもスカートではなく上衣の裾飾りの襈（せん、フリル）の可能性もある。

## 男子礼服の構成

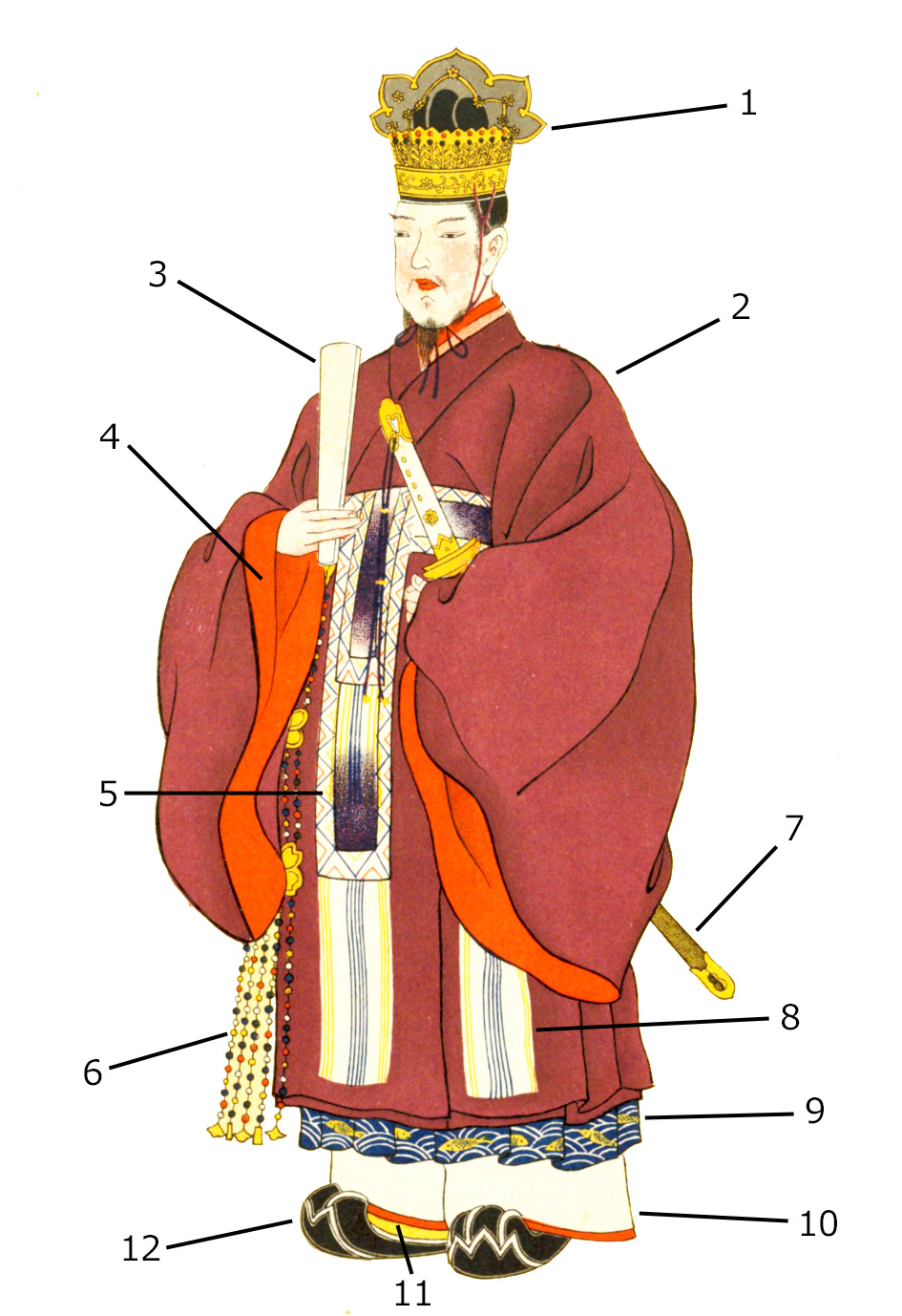
文官礼服の構成図

以下は文官の礼服の構成である。天皇の礼冠、礼服はそれぞれ「冕冠」、「袞衣」を参照のこと。
1. 礼冠（らいかん）：項目「礼冠」を参照のこと。
2. 大袖（おおそで）：色彩は位階に対応する袖が大きく丈が短い上着。着物と同じように右前に身につける。皇太子は黄丹色、一位は深紫、王の二位以下五位以上、臣下の二位三位は浅紫、臣下の四位は深緋、五位は浅緋。正倉院に納められた聖武上皇・光明皇太后の礼服が白であったことから、天皇礼服も元来は白であったと考えられるが、弘仁十一年の詔で天皇と皇太子は赤に刺繍をくわえたものになる。皇太子は平安初期には黄丹にかわり袞冕九章の刺繍になった。
3. 笏（しゃく）：項目笏を参照のこと。礼服の場合は象牙を用いる。
4. 小袖（こそで）：色彩は大袖に対応。後世の小袖とは別物で、単に筒袖のように大袖より袖を小さく仕立ててあるという意味。図は広袖に描かれているので正しくない。襟は袍・直衣のような盤領。
5. 絛帯（くみのおび）：端に房がある白地に色糸で菱模様を表した平紐の長い帯。大袖の腰に締める。本来は太刀を帯びるのに使った平緒に類する施工であったらしいが、近世では霰地(長方形の石畳文)などの綾をたたんだ帯が普通になった。
6. 玉佩（ぎょくはい）：三位以上が腰につける玉で出来た飾り物。（普通は一連絛帯から下げる。左ひざに当たる位置にする）だが、天皇のみ二連（左右にさげる）。
7. 飾太刀（かざりたち）:項目「飾太刀」を参照のこと。
8. 綬（じゅ）：端に房がある白地に色糸で菱模様を表した平紐の短い帯。胸元に結び垂れる。
9. 褶（ひらみ）：袴の上、小袖の下に身につける紗に襞を畳んだプリーツスカート状のもの。皇太子は深紫、親王及び諸王は深緑、臣下は深縹（濃い青）。ただし弘仁十一年以降は皇太子は赤であろう。礼服の記録が増加する平安後期以降皇太子の礼服着用の実例がないので詳細は不明。
10. 表袴（うえのはかま）：絵画ではやや細く描かれていることもあるが、記録によれば中世・近世には束帯と同じものが用いられている。
11. 襪（しとうず）：白地、赤地、紫地などの錦で出来た靴下。足袋と違って袋状で足先は丸い。
12. 舄（せき）、沓（くつ）：黒革で出来た靴。つま先が山三つを連ねた形になっている。

中世以降は束帯同様の単・あこめを重ねることがあった。ただし小袖が筒袖のため、袖をほどいて撤することもあった。

## 女子礼服の構成

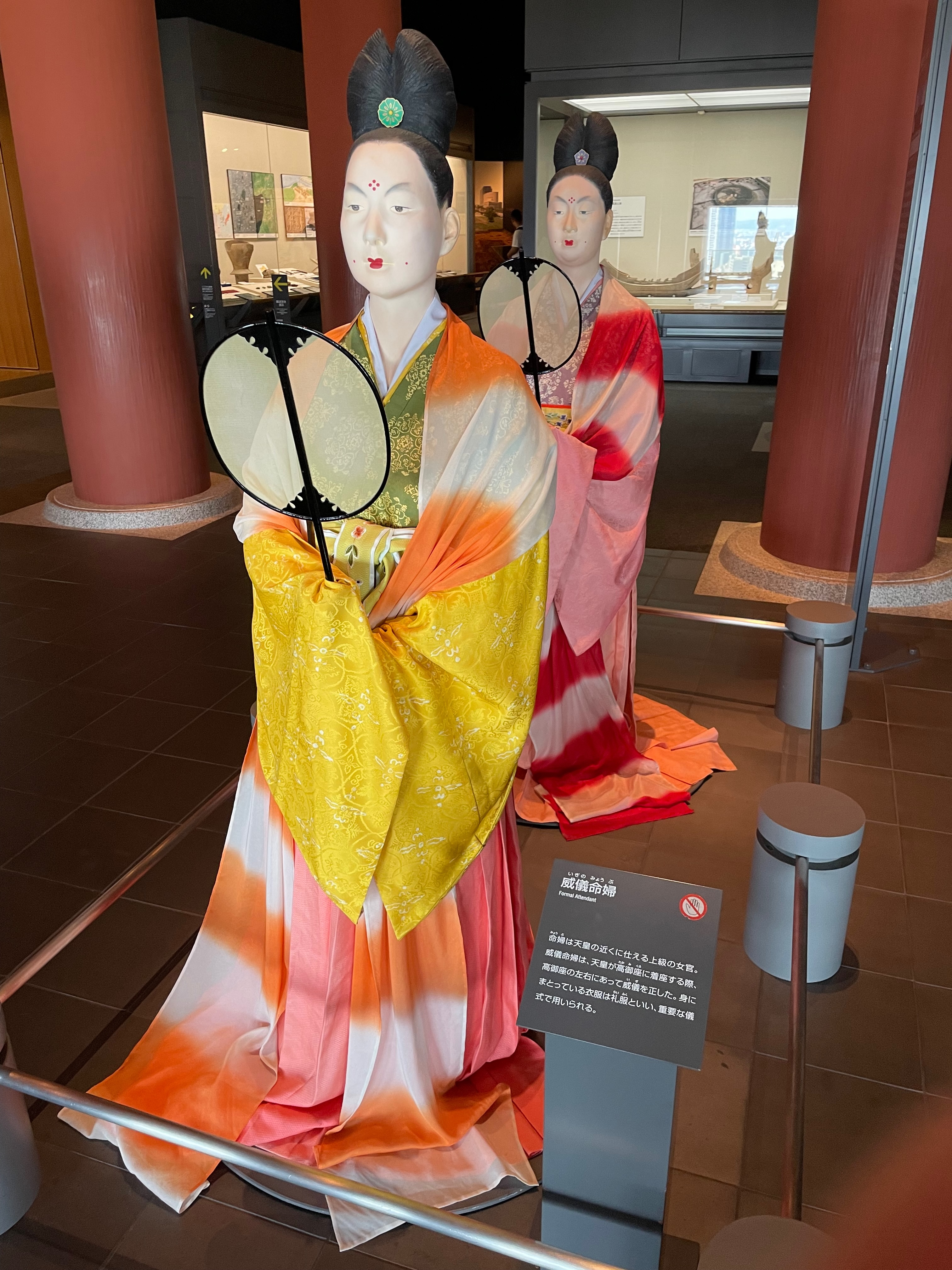
奈良時代の威儀命婦の礼服姿（復元）、大阪歴史博物館の展示

宝髻（ほうけい）
『令義解』に「金玉を似て髻（もとどり）の緒を飾る。故に宝髻という」と記述がある。
次いで『衣服令』に六位以下の女官に対して「髢」を制定していることから、礼装時には髢を用いていたと考えられ
髢と金銀珠玉の髪飾りを飾ったものとみられている。
衣（きぬ）、大袖（おおそで）
内親王・一位の女王・一位の内命婦は深紫、女王の五位以上・内命婦三位以上は浅紫、内命婦四位は深緋、内命婦は浅紫。
紕帯（そえおび）
内親王・女王三位以上は蘇芳深紫、女王・内命婦四位は浅紫深緑、女王・内命婦五位は浅紫浅緑。
裙（くん）
襞を畳んだロングスカート。纈（ゆはた）といって染め模様のあるもので、一位以上は蘇芳深浅の紫緑、それ以下は蘇芳浅紫浅深緑。
褶（ひらみ）
内親王・女王は浅緑、命婦は浅縹
襪（しとうず）
錦の韈（たび）。男子同様の錦で出来た靴下。
舄（せき）、沓（くつ）
三位以上は緑の靴を金銀で飾る。以下は黒い靴を銀で飾る。
平安時代後期―鎌倉時代の記録によると、裳唐衣（十二単）の裳と唐衣を取り（唐衣の上から大袖を着る説もある）、袿を重ねた上に赤い大袖と青鈍の裳をつけ、髪に金の鳳凰の徴（宝冠）をさし、扇（さしば）と翳（うちわ）を持ち、くつをはいたという。大袖の上には背子（からぎぬ）の類はつけず、また領巾（ひれ―羽衣のようなもの）はなくて、紕帯を飾帯として締めたという。
女帝は大袖・小袖・褶ともに白綾で刺繍がない（これは天皇の礼服が赤い十二章になった弘仁11年以降の女帝の例がないので、称徳天皇の遺品の記録が先例になったからである）。明正天皇即位のときにこれが復興され、後桜町天皇も踏襲している。ただし男帝の礼服と違い、褶の下に纐纈裳をつけた。纐纈は絞り染めのことであるが、近世には表赤裏黄色の裳をいい、さらに女帝の礼服用のものは白無地であったから、名が体をあらわしていない。また表袴のかわりに緋の切袴をつけた(女帝は束帯を着ないから表袴がない)。後桜町天皇の礼服は御物として現存し、『冕服図帖』に詳しい図がある。
皇后は青地雉文を用いた。これは唐の「翟衣」を摂取したものである。なお、立后に使用する白綾衣は、少なくとも平安時代中期以降は礼服とは認識されていなかった。

## ギャラリー
- 大袖と小袖
- 褶（裳）
- 礼冠とその他（礼冠の前後・長短綬・玉佩・牙笏・三山冠・舃）
- 文官の礼服
- 武官の礼服